# St. Stefan am Walde
St. Stefan am Walde, Sankt Stefan am Walde – dawna gmina w Austrii, w kraju związkowym Górna Austria, w powiecie Rohrbach. Liczyła 778 mieszkańców (1 stycznia 2015). 1 stycznia 2019 została połączona z gminą Afiesl i tym samym utworzyła nową gminę St. Stefan-Afiesl.